# اکه فورمنوی
اکه فورمنوی (انگلیسی: Ok Formenoij؛ زاده ۱۶ مارس ۱۸۹۹ – ۱۴ فوریه ۱۹۷۷) بازیکن فوتبال اهل هلند بود.

از باشگاه‌هایی که در آن بازی کرده‌است می‌توان به فاینورد و اسپارتا روتردام اشاره کرد.
وی همچنین در تیم ملی فوتبال هلند بازی کرده‌است.